# مسجد یاق
مسجد روغن آدانا یا یاق جامی یا مسجد یاق (به ترکی استانبولی: Yağ Camii) مسجدی تاریخی است در مرکز شهر آدانا.

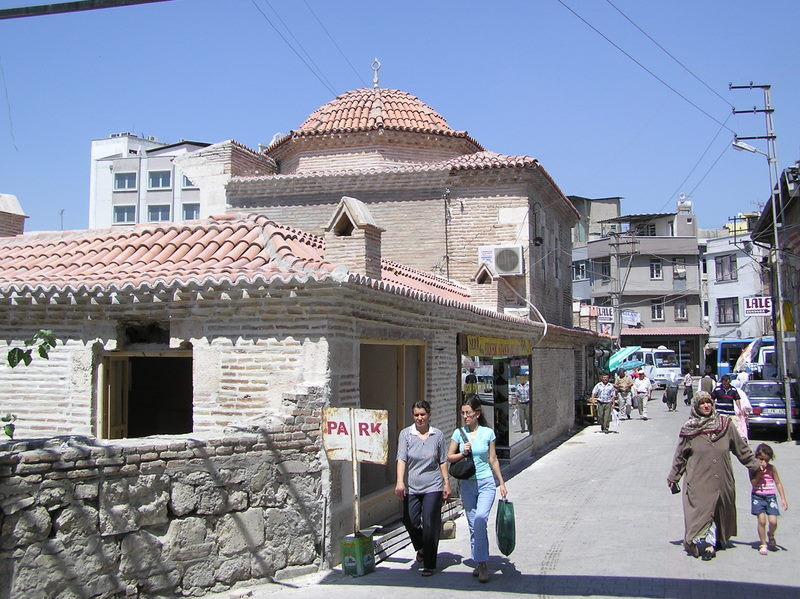
مسجد روغن در آدانا

## تاریخچه
این مسجد قدیمی‌ترین مسجد آدانا می‌باشد. در سال ۱۵۰۱ یک کلیسای کوچکی بوده که به مسجد تبدیل می‌شود. در سال ۱۵۲۰ منار آن و در سال ۱۵۵۸ مدرسه‌ای در کنار آن ساخته شده‌است.